# Pozzuolo del Friuli
Pozzuolo del Friuli (tiếng Friulia Puçui) là một đô thị ở tỉnh Udine trong vùng Friuli-Venezia Giulia thuộc Ý, có cự ly khoảng 60 km về phía tây bắc của Trieste và khoảng 10 km về phía tây nam của Udine. Tại thời điểm ngày 31 tháng 12 năm 2004, đô thị này có dân số 6.529 người và diện tích là 34,3 km².
Đô thị Pozzuolo del Friuli có các frazioni (đơn vị cấp dưới, chủ yếu là các làng) Pozzuolo del Friuli, Zugliano, Terenzano, Cargnacco, Sammardenchia, và Carpeneto.
Pozzuolo del Friuli giáp các đô thị: Basiliano, Campoformido, Lestizza, Mortegliano, Pavia di Udine, Udine.